# Benjamin von Schröer
Benjamin von Schröer, född 26 maj 1645 i Stockholm, död 4 februari 1730 i Stockholm, var en svensk direktör.

## Biografi
Benjamin von Schröer föddes 1645 i Stockholm. Han var son till hovrådet Gottfrid von Schröer och Elisabet Nenne. von Schröer var auskultant i Svea hovrätt och informator för greve Carl Mauritz Lewenhaupts söner. Han blev senare sekreterare och direktör vid Stärbhuset i Stockholm. von Schröer avled 1730 i Stockholm.

### Egendom
von Schröer ägde Bankebergs säteri i Fliseryds socken som han sålde 1694.

### Familj
von Schröer gifte sig 25 februari 1680 i Stockholm med Catharina Elisabet Leijonfelt (död 1732), dotter av amirallöjtnanten Henrik Leijonfelt och Emerentia Lemnia. De fick tillsammans barnen Anna Maria von Schröer (1681–1710) som var gift med kaptenen Frans Casimir Koslowski  vid garnisonen, Charlotta Juliana von Schröer (född 1686) som var gift med kaptenen Jakob Christian Kempfer vid Smålands tremänningsinfanteriregemente, Ulrika Eleonora von Schröer (född 1688) som var gift med komministern Mikael Erici Gåse i Ljusterö församling, Brita Catharina von Schröer (född 1690), Carl Reinhold von Schröer (1691–1691), Polydora Benjamina von Schröer (1692–1776) som var gift med brukspatronen Daniel Christiernin, Carin von Schröer (född 1693) och Helena Christina von Schröer.